# Abhisit Vejjajiva

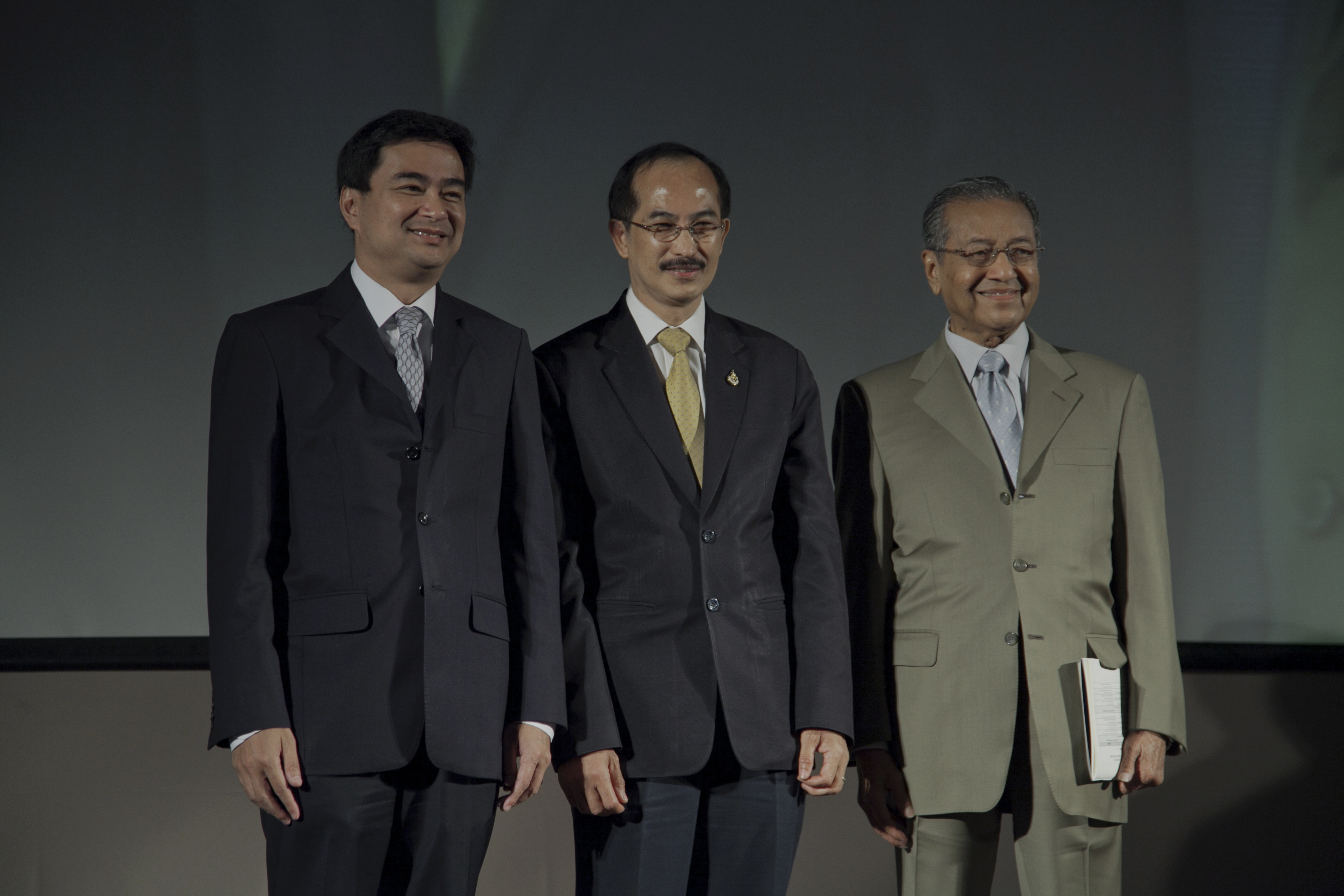
Abhisit en Voormalig premier van Maleisië Mahathir Mohammed (7 september 2012)

Abhisit Vejjajiva (Thai: อภิสิทธิ์ เวชชาชีวะ) (Newcastle upon Tyne, 3 augustus 1964) is een Thais politicus. Tussen december 2008 en augustus 2011 was hij de 27e premier van Thailand.
Abhisit is lid van de Democratische Partij, waarvan hij tussen februari 2005 en maart 2019 de politiek leider was. Op 15 december 2008 werd hij door het Huis van Volksvertegenwoordigers gekozen tot premier van Thailand, waarna hij twee dagen later door de toenmalige koning Bhumibol officieel als zodanig werd beëdigd. Na ruim 2,5 jaar werd Abhisit bij de verkiezingen in de zomer van 2011 verslagen door Yingluck Shinawatra, die hem als minister-president opvolgde. Abhisit was hierna tot december 2013 nog oppositieleider in het Thaise parlement.
Bij de verkiezingen van 2019 trad Abhisit Vejjajiva namens zijn partij opnieuw aan als premierskandidaat. De partij leed echter 106 zetels verlies, waarna hij ontslag nam als partijleider. Jurin Laksanawisit volgde hem op. Toen deze in juni 2019 een coalitie sloot met de militaire partij en ex-juntaleider Prayut steunde als premierskandidaat, gaf Abhisit zijn parlementszetel op en vertrok helemaal uit de politiek.